# Cresol
Os cresóis, também chamados de hidroxitoluenos ou metilfenóis, são um grupo de compostos químicos fenólicos manufaturados que também ocorrem normalmente no meio ambiente. Na forma pura são sólidos incolores, porém podem ser líquidos quando misturados. Os cresóis cheiram a medicamentos.

## Estrutura e produção
Em sua estrutura química, uma molécula de cresol tem um grupo metil substituído no anel de fenol.
Existem três formas de cresóis de estrutura química muito semelhantes entre si, sendo isômeros: orto-cresol ( o-cresol ou 1-hidroxi-2-metilbenzeno ou 2-metilfenol), meta-cresol ( m-cresol ou 1-hidroxi-3-metilbenzeno ou 3-metilfenol) e o para-cresol ( p-cresol ou 1-hidroxi-4-metilbenzeno ou 4-metilfenol). Estas formas podem ser encontradas separadas ou misturadas, as quais pode também ser chamadas cresol ou mais especificamente tricresol. Aproximadamente metade da produção mundial de cresóis é extraída do alcatrão da hulha. O restante é produzido sinteticamente, por metilação de fenol ou hidrólise de clorotoluenos.
| Isômeros de Cresol | Isômeros de Cresol                                        | Isômeros de Cresol                                        | Isômeros de Cresol                                        |                                                           |
| --- | --------------------------------------------------------- | --------------------------------------------------------- | --------------------------------------------------------- | --------------------------------------------------------- |
| Fórmula esquelética |                                                           |                                                           |                                                           |                                                           |
| Modelo de bolas e varetas |                                                           |                                                           |                                                           |                                                           |
| Geral |                                                           |                                                           |                                                           |                                                           |
| Nome comum | o-cresol                                                  | m-cresol                                                  | p-cresol                                                  |                                                           |
| Nome sistemático | 2-metilfenol                                              | 3-metilfenol                                              | 4-metilfenol                                              |                                                           |
| Outros Nomes | orto-cresol                                               | meta-cresol                                               | para-cresol                                               |                                                           |
| Fórmula molecular | C7H8O                                                     | C7H8O                                                     | C7H8O                                                     | C7H8O                                                     |
| SMILES | Oc1c(C)cccc1                                              | Oc1cc(C)ccc1                                              | Oc1ccc(C)cc1                                              |                                                           |
| Massa molar | 108.14 g/mol                                              | 108.14 g/mol                                              | 108.14 g/mol                                              | 108.14 g/mol                                              |
| Aparência à temperatura e pressão ambiente | cristais incolores                                        | líquido espesso                                           | sólido com aspecto oleoso                                 |                                                           |
| Número CAS | [95-48-7]                                                 | [108-39-4]                                                | [106-44-5]                                                |                                                           |
| Número CAS | mistura de cresóis (tricresol): [1319-77-3]               |                                                           |                                                           |                                                           |
| PubChem | «335». pubchem.ncbi.nlm.nih.gov                           | «342». pubchem.ncbi.nlm.nih.gov                           | «2879». pubchem.ncbi.nlm.nih.gov                          |                                                           |
| Propriedades |                                                           |                                                           |                                                           |                                                           |
| Densidade e fase | 1.05 g/cm3, sólido                                        | 1.03 g/cm3, líquido                                       | 1.02 g/cm3, líquido                                       |                                                           |
| Solubilidade em água pura a 20−25 °C | 2.5 g/100 ml                                              | 2.4 g/100 ml                                              | 1.9 g/100 ml                                              |                                                           |
| solúvel em água fortemente alcalina |                                                           |                                                           |                                                           |                                                           |
| Ponto de fusão | 29.8 °C (303.0 K)                                         | 11.8 °C (285.0 K)                                         | 35.5 °C (309.7 K)                                         |                                                           |
| Ponto de ebulição | 191.0 °C (464.2 K)                                        | 202.0 °C (475.2 K)                                        | 201.9 °C (475.1 K)                                        |                                                           |
| Acidez (pKa) | 10.26                                                     | 10.09                                                     | 10.26                                                     |                                                           |
| Viscosidade | solido a 25 °C                                            | ? cP a 25 °C                                              | sólido a 25 °C                                            |                                                           |
| Estrutura |                                                           |                                                           |                                                           |                                                           |
| Momento Dipolar | 1.35 D                                                    | 1.61 D                                                    | 1.58 D                                                    |                                                           |
| Perigos |                                                           |                                                           |                                                           |                                                           |
| MSDS |                                                           | ?                                                         | ?                                                         |                                                           |
| Principais riscos de segurança | Inflamável, perigos de toxicidade por ingestão e inalação | Inflamável, perigos de toxicidade por ingestão e inalação | Inflamável, perigos de toxicidade por ingestão e inalação | Inflamável, perigos de toxicidade por ingestão e inalação |
| Ponto de fulgor | 81 °C c.c.                                                | 86 °C                                                     | 86 °C c.c.                                                |                                                           |
| Frases R/S | R24/25-R34 (S1/2-)S36/37/S39-S45                          | R24/25-R34 (S1/2-)S36/37/S39-S45                          | R24/25-R34 (S1/2-)S36/37/S39-S45                          | R24/25-R34 (S1/2-)S36/37/S39-S45                          |
| Número RTECS | ?                                                         | ?                                                         | ?                                                         |                                                           |
| Compostos relacionados |                                                           |                                                           |                                                           |                                                           |
| Fenóis relacionados | Xilenóis                                                  | Xilenóis                                                  | Xilenóis                                                  | Xilenóis                                                  |
| Compostos relacionados | Bromocresol                                               | Bromocresol                                               | Bromocresol                                               | Bromocresol                                               |
| Exceto quando indicado, os dados são apresentados para materiais em seus estado-padrão (a 25 °C, 100 kPa) Informações e referências nas infocaixas |                                                           |                                                           |                                                           |                                                           |

## Aplicações
Os cresóis são conhecidos popularmente  por creolina e lisol (cresol em emulsão com sabão). No entanto o maior volume de cresóis é utilizado na fabricação de resinas sintéticas puras ou modificadas principalmente para esmaltes eletroisolantes para fios de cobre utilizados na construção de motores eletricos e geradores.
A creolina é utilizada para dissolver outros produtos químicos, como desinfetantes e desodorantes e para a produção de perfumes, corantes e inseticidas.
Derivado de p-cresol incluem:
- Bupranolol, um beta-bloqueador não seletivo
- Indo-1, um indicador de cálcio popular
- Hidroxitolueno butilado, um antioxidante comum

Derivados de o-cresol incluem:
- MCPA, ácido (4-cloro-2-metilfenoxi)acético
- Mecoprop, ácido (RS)-2-(4-cloro-2-metilfenoxi)propanoico
- MCPB, ácido 4-(4-cloro-2-metilfenoxi)butanoico
- a amina Atomoxetina, (3R)-N-metil-3-(2-metilfenoxi)-3-fenilpropan-1-amina
- o diol Mefenesina, 3-(2-metilfenoxi)propano-1,2-diol

Derivados de m-cresol incluem:
- Tolimidona, 5-(3-metilfenoxi)pirimidin-2(1H)-ona
- Bevantolol, (RS)-[2-(3,4-dimetoxifenil)etil][2-hidroxi-3-(3-metilfenoxi)propil]amina
- Verde de bromocresol

## Ocorrência
Os cresóis são encontrados em muitos alimentos, na madeira, fumo de tabaco, no alcatrão da hulha, óleo cru, e em misturas de aspecto marrom como as que são obtidas ao aquecer alcatrão da madeira e ácidos cresílicos, usadas para preservar a madeira. Pequenos organismos encontrados na terra e na água produzem cresóis ao degradar matéria orgânica no meio ambiente.

## Precauções
A maioria das exposições aos cresóis ocorrem em níveis muito baixos que não são prejudiciais. Quando os cresóis forem respirados, ingeridos, ou aplicados na pele em níveis muito elevados, podem ser muito prejudiciais. Os efeitos observados incluem irritação e queimaduras na pele, olhos, boca e garganta; vômitos e dores abdominais; danos ao coração, fígado e rins; anemia; paralisia facial, coma e morte.
Respirar altos níveis de cresóis por um tempo curto resulta em irritação do nariz e garganta. Além desses efeitos, muito pouco se sabe sobre os efeitos dos cresóis no trato respiratório, por exemplo, em níveis mais baixos mas em tempos mais longos.
A ingestão de altos níveis resulta em problemas renais, queimaduras na boca e garganta, dores abdominais, vômito e efeitos sobre o sangue e sistema nervoso.
Contato da pele com altos níveis de cresóis podem causar queimaduras e danos aos rins, fígado, cérebro e pulmões.
Estudos de curta e longa duração com animais tem apresentado efeitos similares de exposição a cresóis. Não há estudos em humanos ou em animais que tenham revelado efeitos prejudiciais de cresóis na reprodução.
Não são conhecidos os efeitos de ingestão ou contato com a pele de longa duração com baixos níveis de cresóis.
A Occupational Safety and Health Administration tem estabelecido um limite de exposição permissível de 5 ppm (22 mg/m3) durante uma média ponderada de tempo de oito horas, enquanto o limite de exposição recomendado do National Institute for Occupational Safety and Health é de 2,3 ppm (10 mg/m3).